# Djalma Bastos de Morais
Djalma Bastos de Morais GOMM (Maceió, 16 de março de 1937 — Rio de Janeiro, 25 de dezembro de 2020) foi um professor, militar e engenheiro de telecomunicações brasileiro. Foi ministro das Comunicações durante o governo Itamar Franco.

## Biografia
Foi graduado em engenharia pelo Instituto Militar de Engenharia (IME). Foi presidente da Companhia Energética de Minas Gerais (CEMIG).

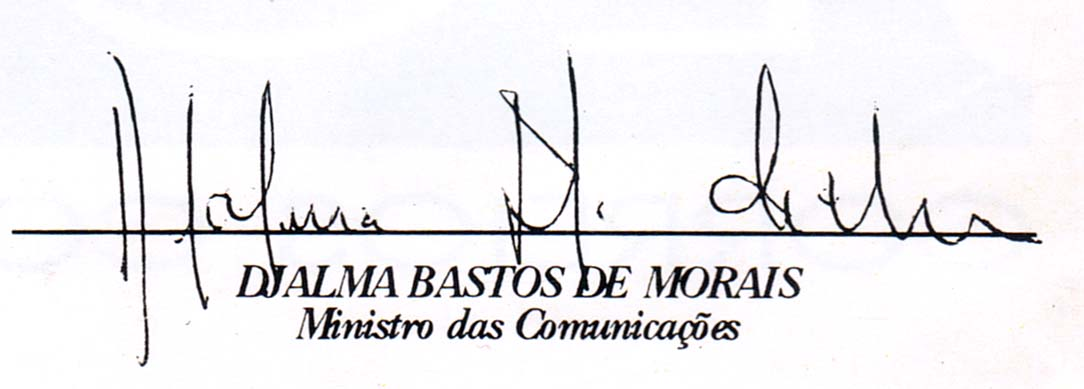
Assinatura como Ministro das Comunicações

Foi ministro das Comunicações do Brasil de 23 de dezembro de 1993 a 1 de janeiro de 1995.
Em 1994, foi admitido pelo presidente Itamar Franco à Ordem do Mérito Militar no grau de Grande-Oficial especial.
Morreu em 25 de dezembro de 2020 em um hospital no Rio de Janeiro, aos 83 anos, de COVID-19.